# یواس‌اس گلدزبرو (دی‌دی-۱۸۸)
یواس‌اس گلدزبرو (دی‌دی-۱۸۸) (به انگلیسی: USS Goldsborough (DD-188)) یک کشتی بود که طول آن ۹۵٫۸ متر (۳۱۴ فوت) بود. این کشتی در سال ۱۹۱۸ ساخته شد.